# Tiro en los Juegos Europeos
El tiro en los Juegos Europeos se realiza desde la primera edición. El evento es organizado por los Comités Olímpicos Europeos, junto con la Confederación Europea de Tiro (ESC). 

## Ediciones
| N.º | Año  | Sede                 | Instalación           |
| --- | ---- | -------------------- | --------------------- |
| I   | 2015 | Bakú ( Azerbaiyán)   | Centro de Tiro        |
| II  | 2019 | Minsk ( Bielorrusia) | Club de Tiro de Minsk |
| III | 2023 | Breslavia ( Polonia) | Centro de Tiro        |

## Medallero
- Actualizado a Cracovia 2023.

| Núm. | País            | Oro | Plata | Bronce | Total |
| ---- | --------------- | --- | ----- | ------ | ----- |
| 1    | Italia          | 16  | 8     | 11     | 35    |
| 2    | Rusia           | 8   | 4     | 6      | 18    |
| 3    | Alemania        | 7   | 4     | 9      | 20    |
| 4    | Suiza           | 5   | 4     | 0      | 9     |
| 5    | Serbia          | 5   | 1     | 1      | 7     |
| 6    | Hungría         | 4   | 1     | 1      | 6     |
| 7    | Francia         | 3   | 5     | 3      | 11    |
| 8    | Grecia          | 2   | 3     | 1      | 6     |
| 9    | España          | 2   | 2     | 1      | 5     |
| 10   | Noruega         | 2   | 1     | 2      | 5     |
| 10   | Ucrania         | 2   | 1     | 2      | 5     |
| 12   | Suecia          | 2   | 1     | 1      | 4     |
| 13   | República Checa | 1   | 7     | 7      | 15    |
| 14   | Eslovaquia      | 1   | 5     | 2      | 8     |
| 15   | Polonia         | 1   | 2     | 1      | 4     |
| 15   | Turquía         | 1   | 2     | 1      | 4     |
| 17   | Croacia         | 1   | 2     | 0      | 3     |
| 18   | Bielorrusia     | 1   | 1     | 3      | 5     |
| 18   | Reino Unido     | 1   | 1     | 3      | 5     |
| 20   | Finlandia       | 1   | 1     | 2      | 4     |
| 21   | Israel          | 1   | 0     | 1      | 2     |
| 22   | Rumania         | 1   | 0     | 0      | 1     |
| 23   | Austria         | 0   | 2     | 3      | 5     |
| 23   | Bulgaria        | 0   | 2     | 3      | 5     |
| 25   | Letonia         | 0   | 2     | 1      | 3     |
| 26   | Chipre          | 0   | 2     | 0      | 2     |
| 27   | Portugal        | 0   | 1     | 1      | 2     |
| 27   | San Marino      | 0   | 1     | 1      | 2     |
| 29   | Armenia         | 0   | 1     | 0      | 1     |
| 29   | Dinamarca       | 0   | 1     | 0      | 1     |
| 31   | Georgia         | 0   | 0     | 1      | 1     |
|      | TOTAL           | 68  | 68    | 68     | 204   |